# Szczepanka
Szczepanka (niem. Ferdinandshof) – kolonia w Polsce położona w województwie zachodniopomorskim, w powiecie choszczeńskim, w gminie Choszczno.
W latach 1975–1998 miejscowość administracyjnie należała do województwa gorzowskiego. Kolonia wchodzi w skład sołectwa Koplin.
Kolonia leży ok. 2 km na wschód od Koplina, przy linii kolejowej nr 351.